# Mezei szerecsenböde
A mezei szerecsenböde (Hyperaspis campestris) a katicabogárfélék családjába tartozó, Európában honos, pajzstetvekkel táplálkozó bogárfaj.  

## Megjelenése
A mezei szerecsenböde testhossza 3-4 mm. Teste tömzsi, nagyon domború, majdnem félgömb alakú, felülről nézve körvonala töretlen. Felszíne csupasz, fényes. Színe teljesen fekete, az előtor két oldalsó pereme és a szárnyfedők hátsó harmadánál található egy-egy kerek folt narancsvörös. Az előtor és a szárnyfedő nagyon finoman pontozott. Lábai és csápjai sárgásbarnák. Csápjai igen rövidek, végükön 3 ízből álló kis bunkó látható. 
Közeli rokonaitól csak az ivarszervek mikroszkópos megfigyelésével lehet megkülönböztetni.

## Elterjedése
Európában honos, Franciaországtól Délnyugat-Oroszországig. A Brit-szigetekről és Skandináviából hiányzik.  

## Életmódja
Nyílt erdők, bozótosok lakója. 
Imágóit áprilistól októberig lehet megfigyelni. Mind a lárva, mind a kifejlett bogár ragadozó; fákon, bokrokon vadásznak pajzstetvekre.

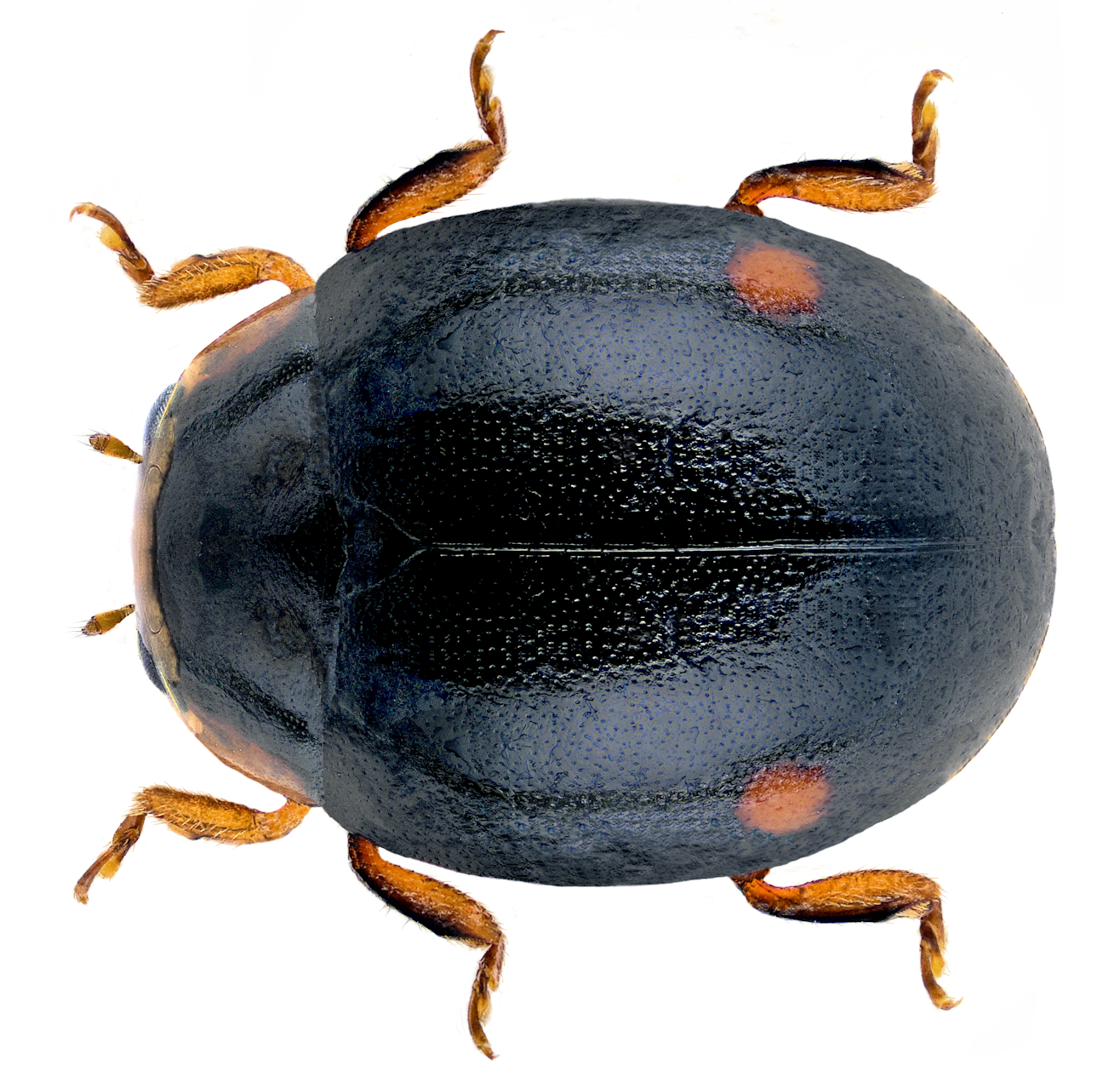
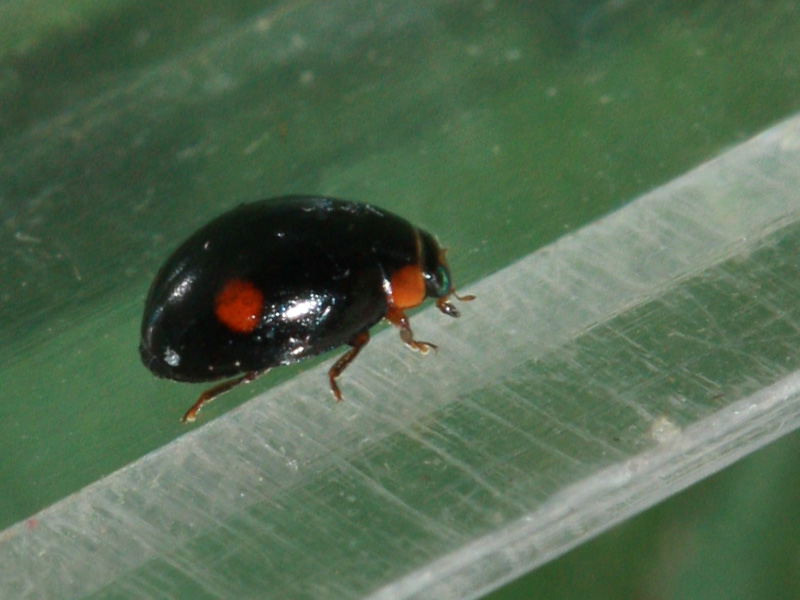
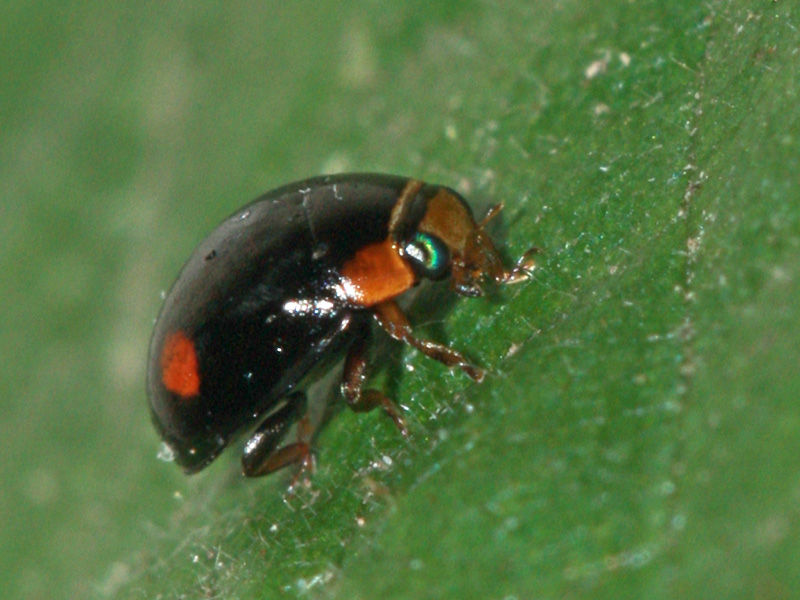
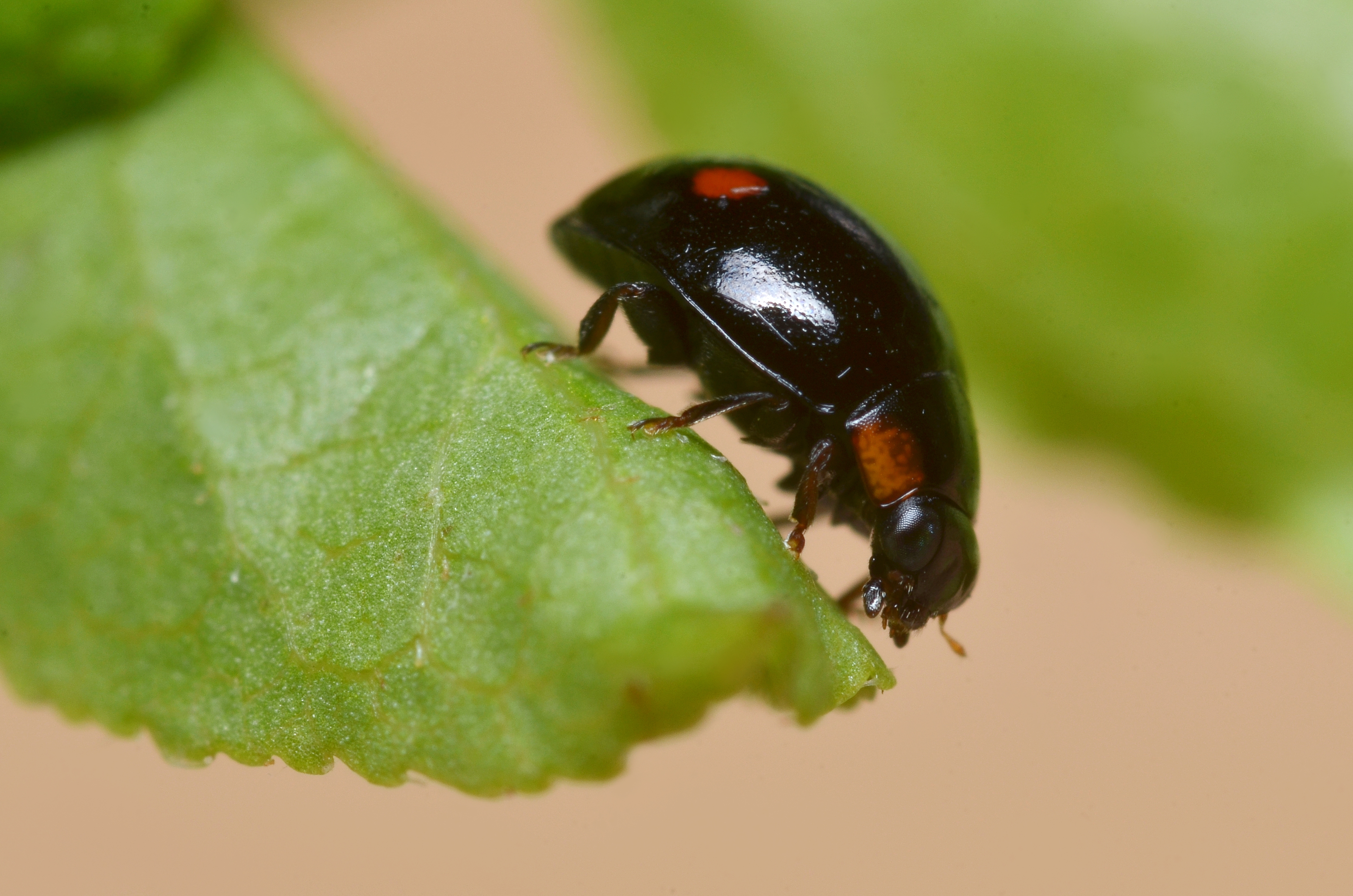

Magyarországon nem védett.